# シャーリザル・サード
シャーリザル・サード（マレー語: Shahrizal Saad、1987年6月5日 - ）は、マレーシアのサッカー選手。元マレーシア代表。ポジションはFW。

## クラブ歴
ペラFAのユース出身で、2007年にはペラ州プレジデンツカップを制している。12得点を獲得した彼はラザリ・ウマル・カンダサミに次いで得点ランキング2位につけた。その後トップチームに昇格した。
2012年はジョホールFCに所属した。2013年にFELDAユナイテッドFCに、2014年にペラFAに、2015年にヌグリ・スンビランFAに所属、2016年にFELCRA FCに移籍した。2017年、プルリスFAに移籍した。

## 代表歴
2011年2月9日に行われた香港代表との親善試合でサフィー・サリとの交代で途中出場を果たし、代表初出場となった。

## 個人
彼には二人の兄弟がおり、シャムスル・サード、シャールル・サードともにサッカー選手である。